# هیرفورد (اورگان)
هیرفورد (به انگلیسی: Hereford) یک منطقهٔ مسکونی در ایالات متحده آمریکا است که در اورگن واقع شده‌است. هیرفورد ۱٬۱۱۸٫۹۳ متر بالاتر از سطح دریا واقع شده‌است.